# Christian Marco Calgèer

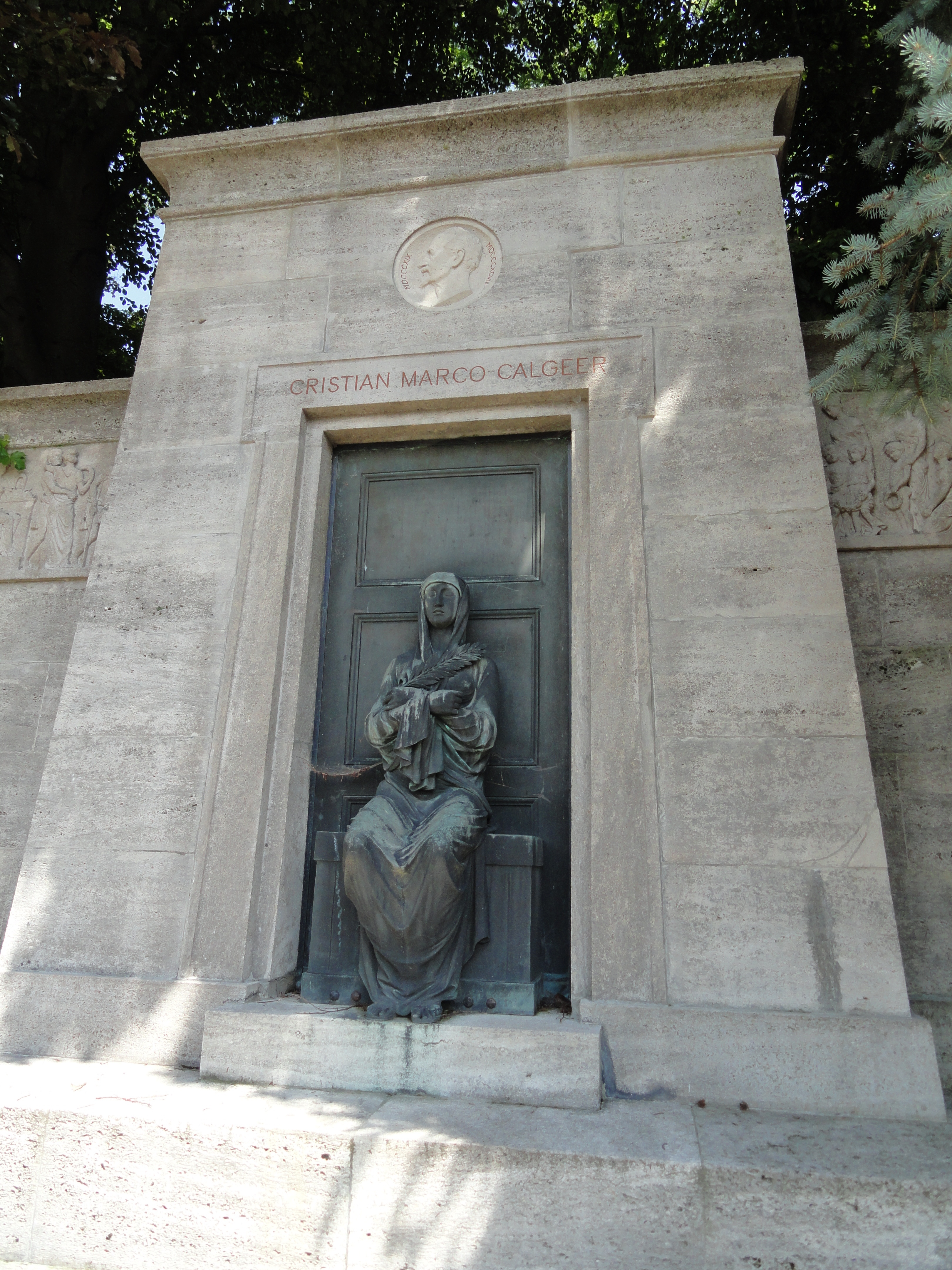
Grabstätte von Christian Marco Calgeer

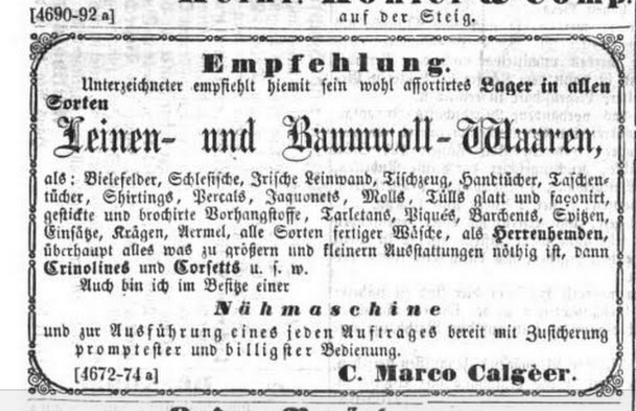
Anzeige von Calgèer aus der Kempter Zeitung für seinen Handel mit Leinen- und Baumwollwaren (1862)

Christian Marco Calgèer (* 3. Februar 1819 in Kempten (Allgäu); † 6. März 1898 in München) war ein deutscher Kaufmann und Wohltäter der Stadt Kempten.

## Leben
Calgèer stammte aus einer alten Kemptener Kaufmannsfamilie. Seine Vorfahren waren Stadtgerichtsassessoren und Handelsmänner.
Er handelte mit Langwaren und Kirchenparamenten.
Der Kaufmann heiratete am 18. Juli 1853 in Kempten die aus Isny stammende Maria Anna Spieler. Im Jahr 1874 richtete er zum Andenken an seine ein Jahr zuvor verstorbene Tochter Adeline eine Wohltätigkeitsstiftung ein. 1886 gründete Christian Calgèer die Calgèersche Wohltätigkeitsstiftung. Sie diente der Armen-, Kranken- und Waisenpflege.
Der Wohltäter der Stadt Kempten verstarb im Jahr 1898 in München. Bestattet wurde er auf dem Evangelischen Friedhof Kempten. Nach dem Tod erhielt die Stadt Kempten die Gelder in Form eines Fonds. Im Gegenzug kümmert sich die Stadt um die Grabstätte von Calgèer.

## Nachleben
Nach dem Tod wurden in Kempten zahlreiche Projekte durch die Calgèersche Wohltätigkeitsstiftung finanziert. Unter anderem entstanden aus deren Mitteln der prämierte St.-Mang-Brunnen und der Musikpavillon im Stadtpark.
Nach ihm ist ebenso der Calgeerpark, ein kleiner Park in Kempten, benannt. Er wurde durch Gelder der Calgeer-Stiftung finanziert. Nach Calgèer ist eine Straße (Calgeerstraße) in Kempten benannt. In neuerer Zeit wird auf die Schreibweise mit Gravis (Calgèer) verzichtet und mit Calgeer überwiegend vereinfacht.